# 野津克巳
野津 克巳（のづ かつみ、1917年〈大正6年〉1月16日 - 2002年〈平成14年〉9月13日）は、日本の実業家。野津総業代表取締役会長、カバヤ食品会長、オハヨー乳業社長、会長を務めた。長男は野津喬（日本カバヤ・オハヨーホールディングス会長）、孫は池田基煕（喬の長男、旧岡山藩主池田家第16代当主池田隆政の妻で昭和天皇第4皇女池田厚子の養子、日本カバヤ・オハヨーホールディングスCEO）。

## 経歴
岡山県総社市真壁出身。1941年、ハルビン学院出身、同年に満鉄に入社し、奉天鉄道局総務部での勤務を経て、1946年に林原に入社。
1948年12月にカバヤ食品に転じた。常務、専務を経て、1979年に会長に就任した。
1953年に大日本乳業（のちのオハヨー乳業）を創業し、社長に就任し、1975年には会長に就任した。
1965年4月から1966年5月までに岡山商工会議所副会頭を務めた。1967年、フジビル社長に就任。
1979年に岡山日日新聞社社長にも就任し、1990年には会長に就任した。
1987年11月に勲三等瑞宝章を受章。

## 人物
趣味はゴルフ、読書、謡。岡山県総社市在籍で、住所は岡山市丸の内2丁目、同市内山下、同市国富。

## 家族・親族
野津家
- 妻[2]
- 長男・喬[2]（1945年 - 2017年）
  - 同妻・圭子（尚裕の三女）[10]
  - 同長男・基弘[1]（1971年 - ）
  - 同長女[1]
- 二男・公（1949年 - ）[2]
  - 同妻・薫（尚裕の四女）[10]

親戚
- 長男と二男の妻の父・尚裕（侯爵、尚家第22代当主）
- 兄・野津康雄（岡山日日新聞社長）[1]